# 2016년 하계 올림픽 멕시코 선수단
멕시코는 2016년 8월 5일에서 8월 21일까지 브라질 리우데자네이루에서 열린 제31회 하계 올림픽에 참가했다.
멕시코는 2016년 8월 5일부터 21일까지 브라질 리우데자네이루에서 열린 2016년 하계 올림픽에 참가했다. 이번 하계 올림픽은 멕시코의 23번째 하계 올림픽 출전이었다. 멕시코 올림픽 위원회(스페인어: Comité Olímpico Mexicano)는 1972년 이후 이번 올림픽에 국내 최대 규모의 대표단을 보냈다. 총 124명의 선수(남자 80명, 여자 44명)가 26개 종목에 걸쳐 경쟁했다.
멕시코는 메달 5개(은메달 3개, 동메달 2개)를 획득하며 리우데자네이루를 떠났고, 2004년 아테네 올림픽 이후 처음으로 금메달 1개도 획득하지 못했다. 메달리스트 중에는 경보 선수 마리아 과달루페 곤살레스, 세미프로 복서 미사엘 로드리게스(남자 미들급), 현대 5종 경기 선수 이스마엘 에르난데스가 있었는데, 그는 자신의 대표 종목으로 올림픽 시상대에 오른 멕시코 최초의 선수가 되었다. 다이버 헤르만 산체스(Germán Sánchez)는 2012년 런던에서 싱크로나이즈 다이빙 파트너 이반 가르시아(Iván García)와 함께 준우승에 이어 남자 플랫폼에서 은메달을 획득하며 올림픽 첫 개인 메달을 획득했다. 태권도 선수 마리아 에스피노자(Maria Espinoza)는 멕시코 여성 최초로 완주하는 역사를 세웠다. 세 가지 다른 게임에서 전체 메달 세트를 획득하여 여자 +67kg에서 그녀의 올림픽 경력에 은메달을 추가했다.
메달리스트들의 성공과 역사적인 첫 번째 기록과는 별개로, 몇몇 멕시코 선수들은 각자의 스포츠 경기 결승전에 더 많이 진출했지만 시상대 결승선에 가장 가까이 다가섰다. 이들 중에는 사격 선수 알레한드라 자발라(4위, 여자 공기권총), 역도 선수 브레드니 로케(4위, 남자 69kg), 전 청소년 올림픽 출전 선수 디에고 델 레알(4위, 해머던지기), 다이빙 베테랑 파올라 에스피노사(4위, 여자 플랫폼), 양궁 선수 알레한드라 발렌시아(4위, 여자 개인 리커브) 등이 포함된다.

## 출전 선수
| 종목         | 남자 | 여자 | 전체 |
| ------------ | ---- | ---- | ---- |
| 양궁         | 1    | 3    | 4    |
| 육상         | 12   | 8    | 20   |
| 배드민턴     | 1    | 0    | 1    |
| 복싱         | 6    | 0    | 6    |
| 카누         | 1    | 0    | 1    |
| 사이클       | 2    | 2    | 4    |
| 다이빙       | 5    | 4    | 9    |
| 승마         | 0    | 1    | 1    |
| 펜싱         | 2    | 5    | 7    |
| 축구         | 18   | 0    | 18   |
| 골프         | 1    | 2    | 3    |
| 체조         | 1    | 1    | 2    |
| 유도         | 0    | 2    | 2    |
| 근대5종      | 1    | 1    | 2    |
| 조정         | 1    | 1    | 2    |
| 요트         | 2    | 1    | 3    |
| 사격         | 0    | 2    | 2    |
| 수영         | 2    | 1    | 3    |
| 싱크로나이즈 | —    | 2    | 2    |
| 탁구         | 1    | 1    | 2    |
| 태권도       | 2    | 2    | 4    |
| 테니스       | 2    | 0    | 2    |
| 트라이애슬론 | 3    | 2    | 5    |
| 배구         | 14   | 0    | 14   |
| 역도         | 1    | 3    | 4    |
| 레슬링       | 1    | 0    | 1    |
| 전체         | 80   | 44   | 124  |

## 메달 집계
| 메달 | 이름 | 종목 | 세부 종목 | 날짜 |
| ---- | ---- | ---- | --------- | ---- |

| 종목 | 1 | 2 | 3 | 합계 |
| 합계 |   |   |   |      |

## 종목별 성적

### 근대 5종
| 선수 | 세부 종목 | 펜싱 (에페) | 펜싱 (에페) | 펜싱 (에페) | 수영 (200m 자유형) | 수영 (200m 자유형) | 수영 (200m 자유형) | 승마 | 승마 | 승마 | 복합 (크로스컨트리+사격) | 복합 (크로스컨트리+사격) | 복합 (크로스컨트리+사격) | 합계 | 최종 순위 |
| 선수 | 세부 종목 | 승패        | 순위        | 점수        | 기록               | 순위               | 점수               | 기록 | 순위 | 점수 | 기록                     | 순위                     | 점수                     | 합계 | 최종 순위 |
| ?    | 남자 개인 |             |             |             |                    |                    | 1                  |      |      |      |                          |                          |                          |      |           |

### 레슬링
자유형
남자
| 선수 | 세부 종목 | 예선 (상대 /결과) | 16강전 (상대 /결과) | 8강전 (상대 /결과) | 준결승 (상대 /결과) | 결승 (상대 /결과) | 최종 순위 |
|      | -55 kg    |                   |                     |                    |                     |                   |           |

여자
| 선수 | 세부 종목 | 예선 (상대 /결과) | 16강전 (상대 /결과) | 8강전 (상대 /결과) | 준결승 (상대 /결과) | 결승 (상대 /결과) | 최종 순위 |

그레코로만형
남자
| 선수 | 세부 종목 | 예선 (상대 /결과) | 16강전 (상대 /결과) | 8강전 (상대 /결과) | 준결승 (상대 /결과) | 결승/순위 결정전 (상대 /결과) | 최종 순위 |

### 배구
여자
예선 A조
| 날짜 | 멕시코 | 세트 스코어 | 상대 팀 | 1세트 | 2세트 | 3세트 | 4세트 | 5세트 | 총득점 |

8강
| 날짜 | 멕시코 | 세트 스코어 | 상대 팀 | 1세트 | 2세트 | 3세트 | 4세트 | 5세트 | 총득점 |
|      |        |             |         |       |       |       |       |       |        |

준결승
| 날짜 | 멕시코 | 세트 스코어 | 상대 팀 | 1세트 | 2세트 | 3세트 | 4세트 | 5세트 | 총득점 |

동메달 결정전
| 날짜 | 멕시코 | 세트 스코어 | 상대 팀 | 1세트 | 2세트 | 3세트 | 4세트 | 5세트 | 총득점 |

### 배드민턴
남자
| 선수 | 종목 | 그룹/예선     | 그룹/예선     | 그룹/예선     | 그룹/예선 | 16강          | 8강           | 준결승        | 결승/3위 결정전 | 결승/3위 결정전 |
| 선수 | 종목 | 상대선수 결과 | 상대선수 결과 | 상대선수 결과 | 순위      | 상대선수 결과 | 상대선수 결과 | 상대선수 결과 | 상대선수 결과   | 순위            |

여자
| 선수 | 종목 | 그룹/예선     | 그룹/예선     | 그룹/예선     | 그룹/예선 | 16강          | 8강           | 준결승        | 결승/3위 결정전 | 결승/3위 결정전 |
| 선수 | 종목 | 상대선수 결과 | 상대선수 결과 | 상대선수 결과 | 순위      | 상대선수 결과 | 상대선수 결과 | 상대선수 결과 | 상대선수 결과   | 순위            |

혼합
| 선수 | 종목 | 그룹/예선     | 그룹/예선     | 그룹/예선     | 그룹/예선 | 16강          | 8강           | 준결승        | 결승/3위 결정전 | 결승/3위 결정전 |
| 선수 | 종목 | 상대선수 결과 | 상대선수 결과 | 상대선수 결과 | 순위      | 상대선수 결과 | 상대선수 결과 | 상대선수 결과 | 상대선수 결과   | 순위            |

### 복싱
| 선수 | 세부 종목 | 32강           | 16강           | 8강            | 준결승         | 결승           | 결승 |
| 선수 | 세부 종목 | 상대 선수 결과 | 상대 선수 결과 | 상대 선수 결과 | 상대 선수 결과 | 상대 선수 결과 | 순위 |

### 사격
남자
| 선수 | 세부 종목 | 예선   | 예선 | 결선   | 결선      |
| 선수 | 세부 종목 | 스코어 | 순위 | 스코어 | 최종 순위 |

여자
| 선수 | 세부 종목 | 예선   | 예선 | 결선   | 결선      |
| 선수 | 세부 종목 | 스코어 | 순위 | 스코어 | 최종 순위 |

### 사이클

#### 트랙 경기
스프린트

### 수상 경기

#### 수영
남자
| 선수 | 세부 종목 | 예선 | 예선 | 준결선 | 준결선 | 결선 | 결선      |
| 선수 | 세부 종목 | 기록 | 순위 | 기록   | 순위   | 기록 | 최종 순위 |

여자
| 선수 | 세부 종목 | 예선 | 예선 | 준결선 | 준결선 | 결선 | 결선      |
| 선수 | 세부 종목 | 기록 | 순위 | 기록   | 순위   | 기록 | 최종 순위 |

### 양궁
남자
| 선수 | 세부 종목 | 랭킹 라운드 | 랭킹 라운드 | 64강      | 32강      | 16강      | 8강       | 준결승    | 결승 / 순위 결정전 | 결승 / 순위 결정전 |
| 선수 | 세부 종목 | 점수        | 시드        | 상대 점수 | 상대 점수 | 상대 점수 | 상대 점수 | 상대 점수 | 상대 점수          | 최종 순위          |

여자
| 선수 | 세부 종목 | 랭킹 라운드 | 랭킹 라운드 | 64강      | 32강      | 16강      | 8강       | 준결승    | 결승 / 순위 결정전 | 결승 / 순위 결정전 |
| 선수 | 세부 종목 | 점수        | 시드        | 상대 점수 | 상대 점수 | 상대 점수 | 상대 점수 | 상대 점수 | 상대 점수          | 최종 순위          |

### 역도
남자
| 선수 | 세부 종목 | 인상     | 인상     | 인상     | 용상     | 용상     | 용상     | 합계 | 합계 |
| 선수 | 세부 종목 | 1차 시기 | 2차 시기 | 3차 시기 | 1차 시기 | 2차 시기 | 3차 시기 | 기록 | 순위 |

여자
| 선수 | 세부 종목 | 인상     | 인상     | 인상     | 용상     | 용상     | 용상     | 합계 | 합계 |
| 선수 | 세부 종목 | 1차 시기 | 2차 시기 | 3차 시기 | 1차 시기 | 2차 시기 | 3차 시기 | 기록 | 순위 |

### 요트
남자

### 유도
남자
| 선수 | 세부 종목 | 64강전              | 32강전              | 16강전              | 8강전               | 준결승              | 패자 부활전         | 결승 / 순위 결정전  | 결승 / 순위 결정전 |
| 선수 | 세부 종목 | 상대 선수 경기 결과 | 상대 선수 경기 결과 | 상대 선수 경기 결과 | 상대 선수 경기 결과 | 상대 선수 경기 결과 | 상대 선수 경기 결과 | 상대 선수 경기 결과 | 순위               |

여자

### 육상

#### 남자
트랙 / 도로 경기
| 선수 | 세부 종목 | 1차 예선 | 1차 예선 | 2차 예선 | 2차 예선 | 준결선 | 준결선 | 결선 | 결선      |
| 선수 | 세부 종목 | 기록     | 순위     | 기록     | 순위     | 기록   | 순위   | 기록 | 최종 순위 |

필드 경기
| 선수   | 세부 종목 | 예선 | 예선 | 결선 | 결선      |
| 선수   | 세부 종목 | 기록 | 순위 | 기록 | 최종 순위 |
| 김덕현 | 세단뛰기  |      |      |      |           |

#### 여자
트랙 / 도로 경기
| 선수 | 세부 종목 | 1차 예선 | 1차 예선 | 2차 예선 | 2차 예선 | 준결선 | 준결선 | 결선 | 결선      |
| 선수 | 세부 종목 | 기록     | 순위     | 기록     | 순위     | 기록   | 순위   | 기록 | 최종 순위 |

필드 경기
| 선수 | 세부 종목 | 예선 | 예선 | 결선 | 결선      |
| 선수 | 세부 종목 | 기록 | 순위 | 기록 | 최종 순위 |

### 조정
| 선수                | 세부 종목      | 예선    | 예선 | 패자부활전 | 패자부활전 | 준준결선 | 준준결선 | 준결선  | 준결선 | 결선    | 결선      |
| 선수                | 세부 종목      | 기록    | 순위 | 기록       | 순위       | 기록     | 순위     | 기록    | 순위   | 기록    | 최종 순위 |
| Juan Carlos Cabrera | 남자 싱글 스컬 | 7:08.27 | 2 QF | Bye        | Bye        | 6:50.04  | 2 SA/B   | 7:03.68 | 4 FB   | 6:50.02 | 8         |
| Kenia Lechuga       | 여자 싱글 스컬 | 8:11.44 | 1 QF | Bye        | Bye        | 7:44.11  | 3 SA/B   | 8:14.76 | 6 FB   | 7:40.39 | 12        |

### 체조

#### 기계체조
남자
단체전
개인전
여자

### 축구
조별리그 : C조
| 팀       | 경기 | 승 | 무 | 패 | 득 | 실 | 차 | 승점 |
| -------- | ---- | -- | -- | -- | -- | -- | -- | ---- |
| 대한민국 | 3    | 2  | 1  | 0  | 3  | 0  | +3 | 7    |
| 독일     | 3    | 1  | 2  | 0  | 2  | 1  | +1 | 5    |
| 멕시코   | 3    | 0  | 2  | 1  | 1  | 3  | -2 | 2    |
| 피지     | 3    | 0  | 1  | 2  | 2  | 4  | -2 | 1    |

## 같이 보기
- 올림픽 멕시코 선수단